# Olympische Winterspiele 1994/Eisschnelllauf – 3000 m (Frauen)
Die 3000 m im Eisschnelllauf der Frauen bei den Olympischen Winterspielen 1994 wurden am 17. Februar 1994 in der Hamar Olympic Hall ausgetragen. Olympiasiegerin wurde die Russin Swetlana Baschanowa. Die Silbermedaille gewann Emese Hunyady aus Österreich und Bronze ging an Claudia Pechstein aus Deutschland.

## Bestehende Rekorde
| Weltrekord         | Gunda Niemann ( Deutschland)     | 4:10,80 min | Calgary | 9. Dezember 1990 |
| Olympischer Rekord | Yvonne van Gennip ( Niederlande) | 4:11,94 min | Calgary | 23. Februar 1988 |

## Ergebnisse
| Rang | Paar | Bahn | Athletin               | Nation             | Zeit (min) |
| ---- | ---- | ---- | ---------------------- | ------------------ | ---------- |
| 001  | 7    | I    | Swetlana Baschanowa    | Russland           | 4:17,43    |
| 002  | 4    | I    | Emese Hunyady          | Österreich         | 4:18,14    |
| 003  | 1    | I    | Claudia Pechstein      | Deutschland        | 4:18,34    |
| 004  | 6    | I    | Ljudmila Prokaschowa   | Kasachstan         | 4:19,33    |
| 005  | 9    | I    | Annamarie Thomas       | Niederlande        | 4:19,82    |
| 006  | 14   | A    | Seiko Hashimoto        | Japan              | 4:21,07    |
| 007  | 5    | I    | Hiromi Yamamoto        | Japan              | 4:22,37    |
| 008  | 2    | I    | Mihaela Dascălu        | Rumänien           | 4:22,42    |
| 009  | 1    | A    | Carla Zijlstra         | Niederlande        | 4:23,42    |
| 010  | 4    | A    | Miki Ogasawara         | Japan              | 4:25,27    |
| 011  | 7    | A    | Tonny de Jong          | Niederlande        | 4:25,88    |
| 012  | 8    | A    | Tatjana Trapesnikowa   | Russland           | 4:27,82    |
| 013  | 9    | A    | Emese Antal            | Österreich         | 4:27,91    |
| 014  | 5    | A    | Ingrid Liepa           | Kanada             | 4:28,28    |
| 015  | 2    | A    | Heike Warnicke         | Deutschland        | 4:28,43    |
| 016  | 8    | I    | Ewa Wasilewska         | Polen              | 4:28,86    |
| 017  | 10   | A    | Cerasela Hordobețiu    | Rumänien           | 4:29,31    |
| 018  | 13   | I    | Elisabetta Pizio       | Italien            | 4:32,34    |
| 019  | 13   | A    | Angela Zuckerman       | Vereinigte Staaten | 4:33,08    |
| 020  | 11   | I    | Jasmin Krohn           | Schweden           | 4:33,34    |
| 021  | 11   | A    | Chris Scheels          | Vereinigte Staaten | 4:34,14    |
| 022  | 10   | I    | Chantal Bailey         | Vereinigte Staaten | 4:34,64    |
| 023  | 12   | A    | Baek Eun-bi            | Südkorea           | 4:34,86    |
| 024  | 14   | I    | Kenschesch Sarsekenowa | Kasachstan         | 4:45,56    |
| 025  | 12   | I    | Ilonda Lūse            | Lettland           | 4:47,75    |
| DSQ  | 6    | A    | Elena Belci            | Italien            | –          |
| DSQ  | 3    | A    | Gunda Niemann          | Deutschland        | –          |